# Сан-Педру-де-Каштелойнш
Сан-Педру-де-Каштелойнш (порт. São Pedro de Castelões)  —  район (фрегезия) в Португалии,  входит в округ Авейру. Является составной частью муниципалитета  Вале-де-Камбра. Находится в составе крупной городской агломерации Большое Авейру. По старому административному делению входил в провинцию Бейра-Литорал. Входит в экономико-статистический  субрегион Энтре-Доуру-и-Воуга, который входит в Северный регион. Население составляет 7625 человек. Занимает площадь 21,48 км².